# ماندرس (فاماگوستا)
ماندرس (به لاتین: Mandres) یک منطقهٔ مسکونی در قبرس شمالی است که در ناحیه اسکله واقع شده‌است. ماندرس ۱۸۸ نفر جمعیت دارد.